# Notosemus rufomaculatus
Notosemus rufomaculatus là một loài tò vò trong họ Ichneumonidae.